# Skandinaviska Enskilda Banken

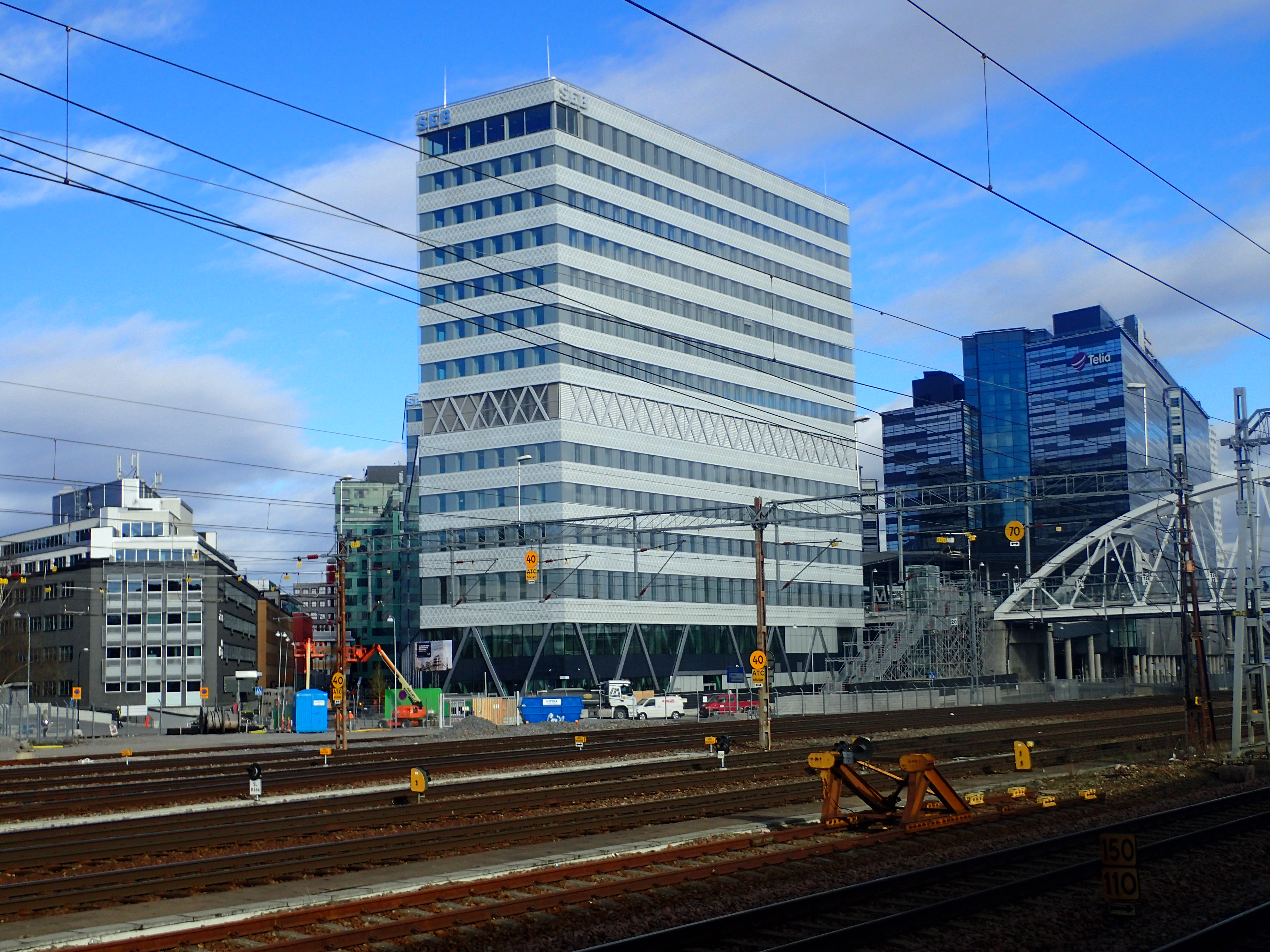
SEB Stockholm

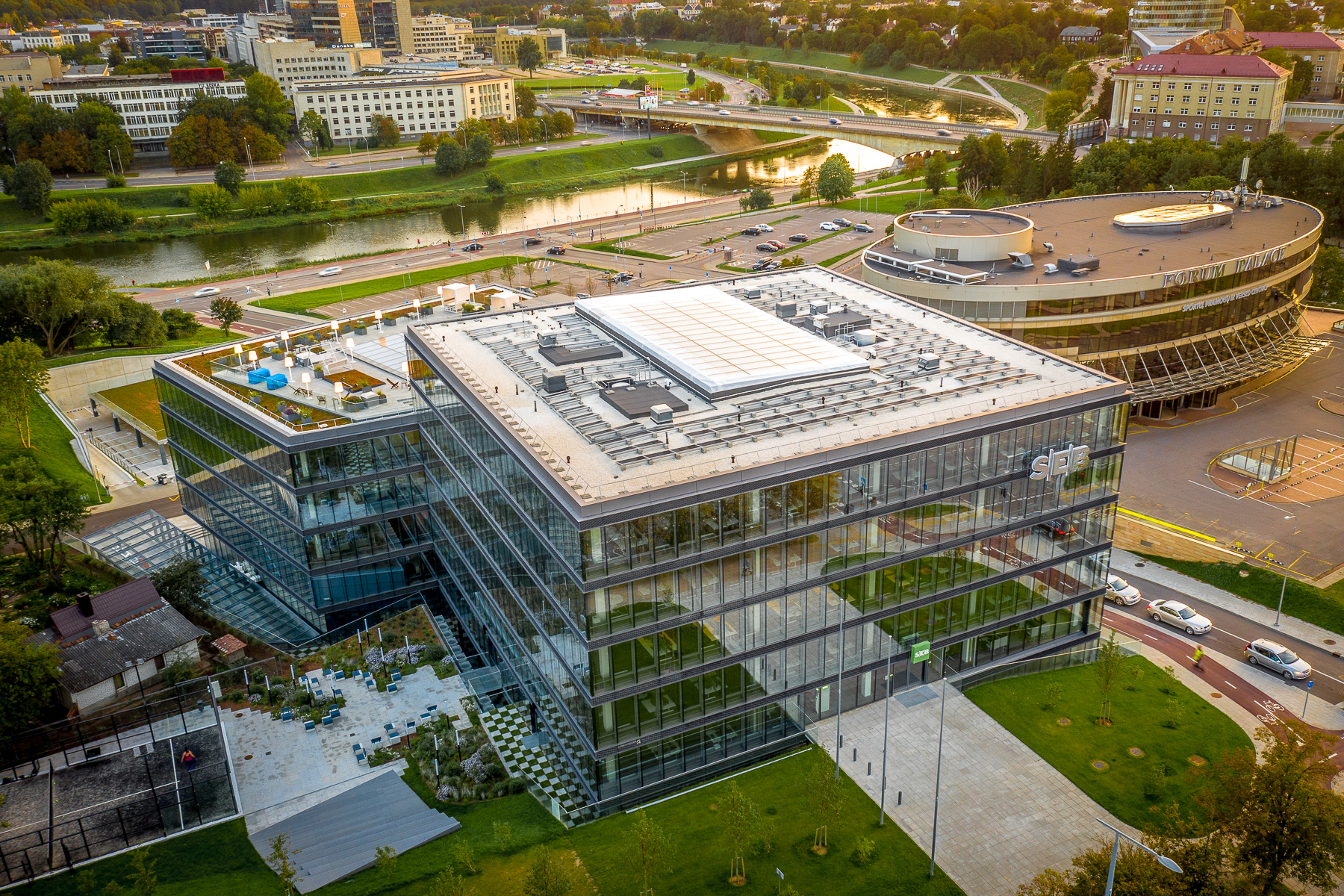
SEB Vilnius

SKANDINAVISKA Enskilda Banken (SEB) est une banque suédoise fondée et contrôlée par la famille Wallenberg, par l'intermédiaire de leur société d'Investor AB. 
Elle est créée en 1972 par la fusion de Stockholms Enskilda Bank (fondée en 1856) et Skandinaviska Banken (fondée en 1864).

## Présentation
SEB est présent dans les pays nordiques et baltes, en Allemagne, en Pologne, en Russie et en Ukraine.
Elle dispose en 2019 d'un réseau de 196 agences implantées en Suède.
Ses activités principales sont:
- Banque de marché, de financement et d'investissement, intermédiation financière, financement de projets structurés, gestion de fonds d'investissements.
- Banque de détail et banque privée, produits et de services bancaires classiques, crédit-bail, crédit à la consommation.
- Assurance vie, épargne retraite et gestion de fortune.

## Organisation
Les filiales de SEB sont:
- Skandinaviska Enskilda Banken A/S, Danemark[2]
- SEB Pank, Estonie[3]
- DSK Hyp, Allemagne[4]
- SEB Banka, Lettonie[5]
- SEB bankas, Lituanie[6]
- SEB Corporate Bank, Ukraine)
- SEB Bank, Russie[7]
- SEB SA, Luxembourg[8]

## Actionnaires
Liste des principaux actionnaires au 30 octobre 2019.
| Investor AB                                  | 20,8 % |
| Alecta Pension Insurance Mutual              | 6,44 % |
| Trygg-Stiftelsen                             | 5,28 % |
| Swedbank Robur Fonder                        | 4,99 % |
| AMF Fonder                                   | 3,64 % |
| The Vanguard Group                           | 1,84 % |
| Skandinaviska Enskilda Banken (autocontrôle) | 1,55 % |
| SEB Investment Management                    | 1,50%  |
| Nordea Investment Management                 | 1,37%  |
| Capital Research & Management                | 1,35%  |